# Herman Cain
Herman Cain (Memphis, 13 december 1945 - Atlanta, 30 juli 2020) was een Amerikaans ondernemer en politicus van de Republikeinse Partij.
Cain was werkzaam als voorzitter van de Federal Reserve Bank van Kansas City van 1995 tot 1996. Ook stond hij aan het hoofd van Godfather's Pizza, een groot pizzabedrijf.
Cain stierf aan Covid-19 op 30 juli 2020, hij werd 74.

## Presidentsverkiezingen 2012
In 2011 stelde hij zich kandidaat om namens de Republikeinse Partij mee te doen aan de Amerikaanse presidentsverkiezingen van 2012. In zijn campagne vergaarde hij in korte tijd veel populariteit door zijn plannen om de belastingen te verlagen. In verschillende peilingen stond Cain ook enige tijd bovenaan, vóór andere kandidaten als Newt Gingrich en Mitt Romney. Cain kreeg echter te maken met meerdere beschuldigingen van seksuele intimidatie, die hij tijdens zijn ondernemerschap zou hebben gepleegd. Tijdens een discussie in een panel van presidentskandidaten bleek bovendien zijn zwakke kennis van de buitenlandse politiek. Hij slaagde er minutenlang niet in een reactie te geven op de aanpak van president Obama in verband met de opstand in Libië. Enkele dagen later blunderde hij weer bij een ondervraging over dit incident. Eind november 2011 werd Cain geconfronteerd met onthullingen van een vrouw, met wie hij 13 jaar lang een buitenechtelijke relatie zou hebben onderhouden. Cain ontkende en wees alle beschuldigingen aan zijn adres van de hand, maar besloot op 3 december 2011 zijn campagne op te schorten.